# Cerilo Casicas
Cerilo Casicas (* 18. März 1967 in Duero, Bohol, Philippinen) ist ein philippinischer Geistlicher und römisch-katholischer Bischof von Marbel.

## Leben
Cerilo Casicas studierte an den Priesterseminaren in Koronadal City und Davao City. Er empfing am 27. Oktober 1994 das Sakrament der Priesterweihe für das Bistum Marbel.
Nach der Priesterweihe war er zunächst Kanzler des Bischofs und von 1995 bis 2000 Studiendekan am Priesterseminar in Koronadal City. Von 2001 bis 2004 hielt er sich zu weiterführenden Studien in Rom auf, wo er auch als Kaplan der philippinischen Gemeinde tätig war. 2003 erwarb er an der Päpstlichen Universität Gregoriana das Lizenziat im Fach Dogmatik. Im Jahr 2004 belegte er zusätzlich einen Deutschkurs am Kreuzberginstitut in Bonn. Nach seiner Rückkehr war er bis 2006 Dozent an der Universität Notre Dame in Marbel und anschließend bis 2009 Pfarrvikar in Polomolok. Nach einem Sabbatjahr in der Trappistenabtei Guimaras war er in General Santos erneut in der Pfarrseelsorge tätig. Seit 2013 war er Regens und Professor am Priesterseminar von Cagayan de Oro.
Papst Franziskus ernannte ihn am 28. April 2018 zum Bischof von Marbel. Der Erzbischof von Cotabato, Orlando Kardinal Quevedo OMI, spendete ihm am 11. Juli desselben Jahres die Bischofsweihe; Mitkonsekratoren waren der Erzbischof von Davao, Romulo Geolina Valles, und der emeritierte Bischof von Marbel, Dinualdo D. Gutierrez.